# Gertrude Vanderbilt Whitney

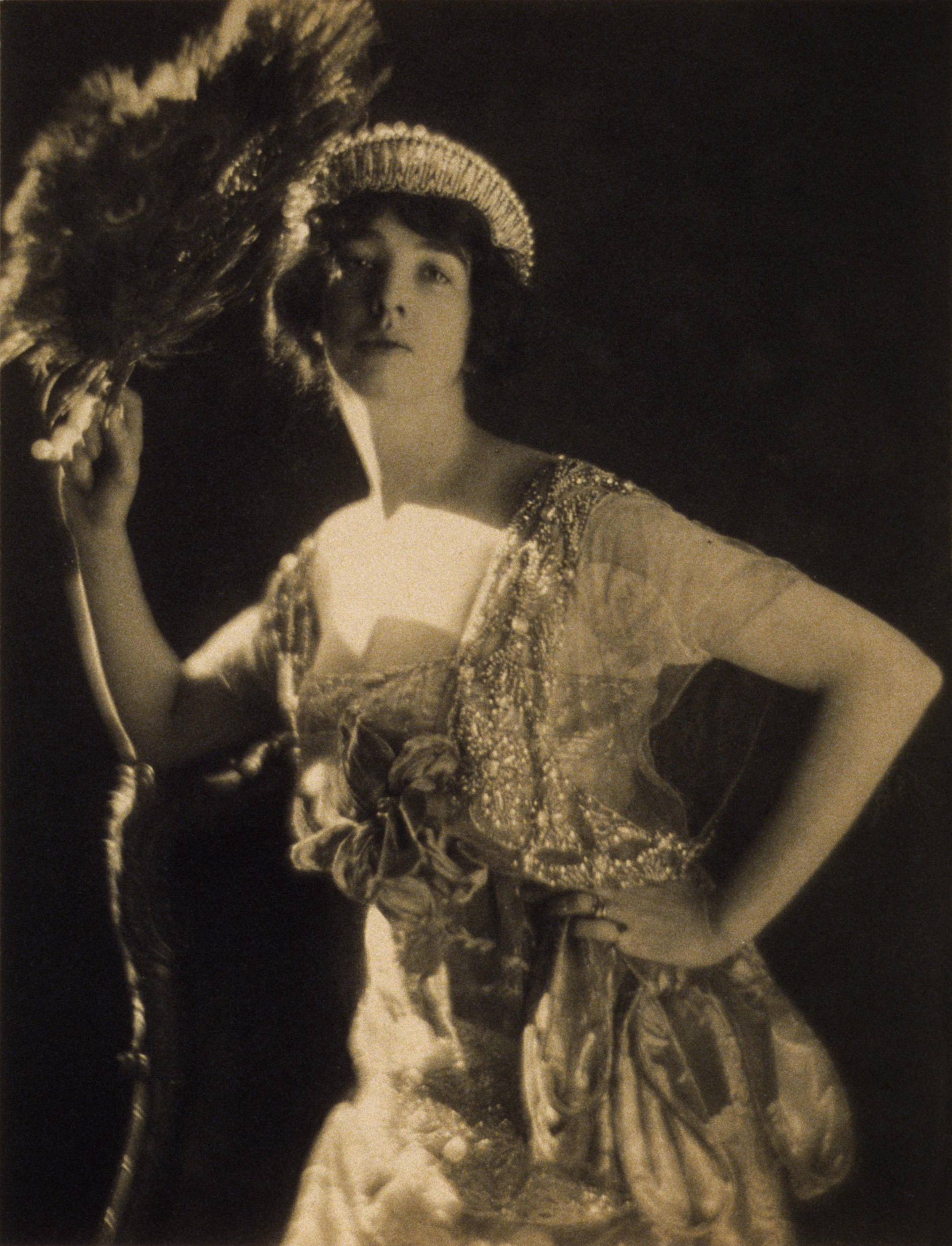
Gertrude Vanderbilt Whitney, Vogue (1917)

Gertrude Vanderbilt Whitney (* 9. Januar 1875 in New York City; † 18. April 1942, ebenda) war eine US-amerikanische Bildhauerin und Kunstmäzenin. Sie hat das Whitney Museum of American Art in New York City gestiftet.

## Leben

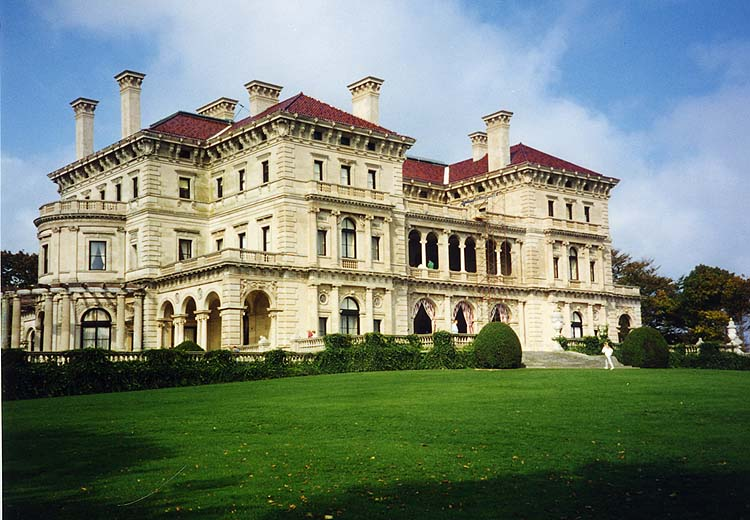
Familiensitz The Breakers (Rückseite)

Gertrude Vanderbilt war die älteste überlebende Tochter von Cornelius Vanderbilt II (1843–1899) und Alice Claypoole Gwynne (1852–1934) und damit Enkelin des Commodore Cornelius Vanderbilt (1794–1877). Die Sommer ihrer Jugend verbrachte sie in Newport, Rhode Island im Haus ihrer Familie, The Breakers. Sie wurde dort von Privatlehrern sowie an der exklusiven Brearley School in New York erzogen.
Im Alter von 21 Jahren heiratete sie den reichen Kaufmann und Sportler Harry Payne Whitney (1872–1930). Der Sohn von William Collins Whitney war Bankier und Investor, seine Mutter war die Tochter eines Miteigentümers von Standard Oil. Harry Whitney erbte ein Vermögen, das auf Öl und Tabakanbau gründete, sowie Finanzanlagen. Die beiden hatten zusammen drei Kinder: Flora, Cornelius und Barbara.

## Einfluss auf das Kunstleben

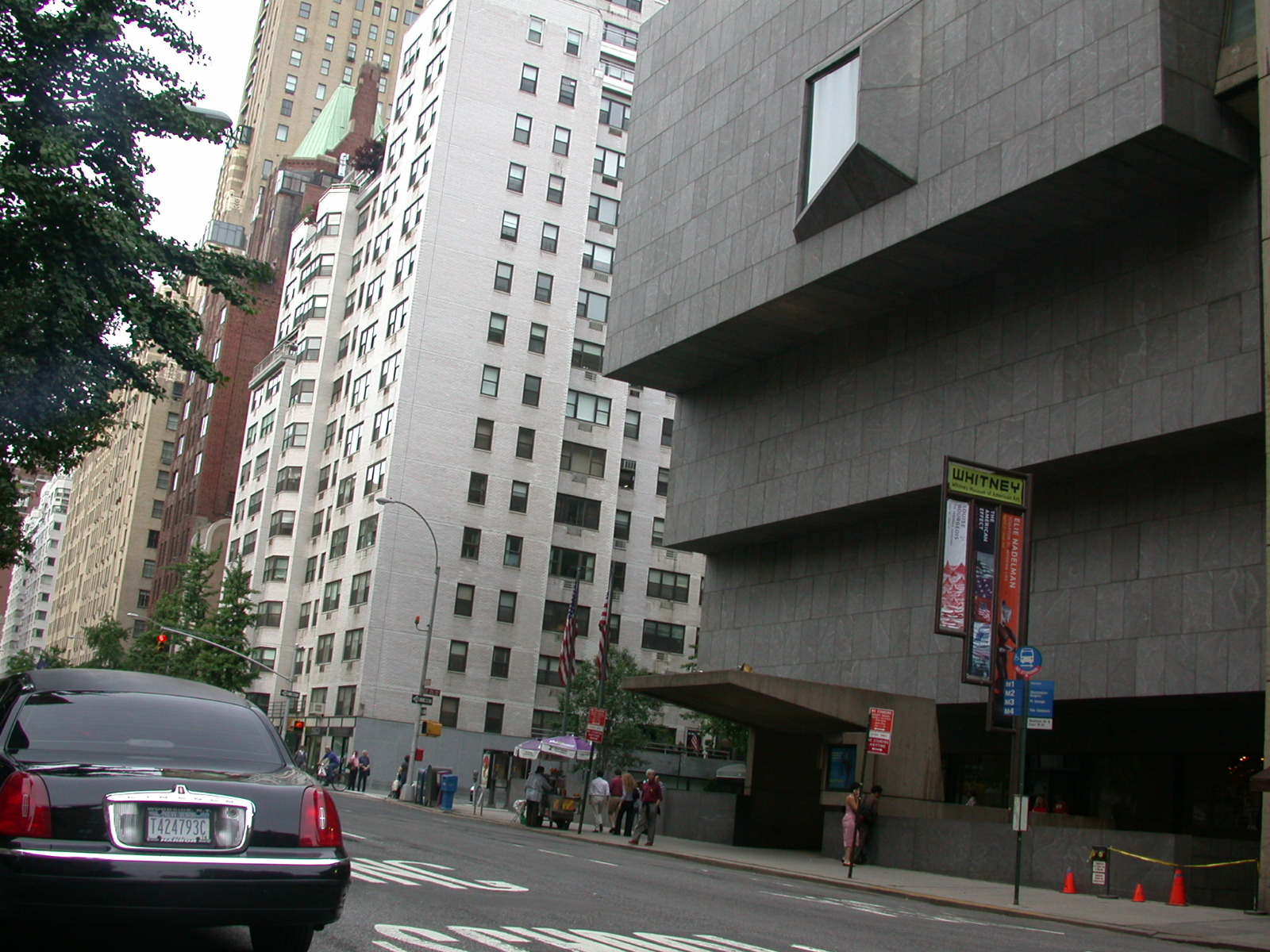
Ehemaliges Whitney Museum of American Art, New York City

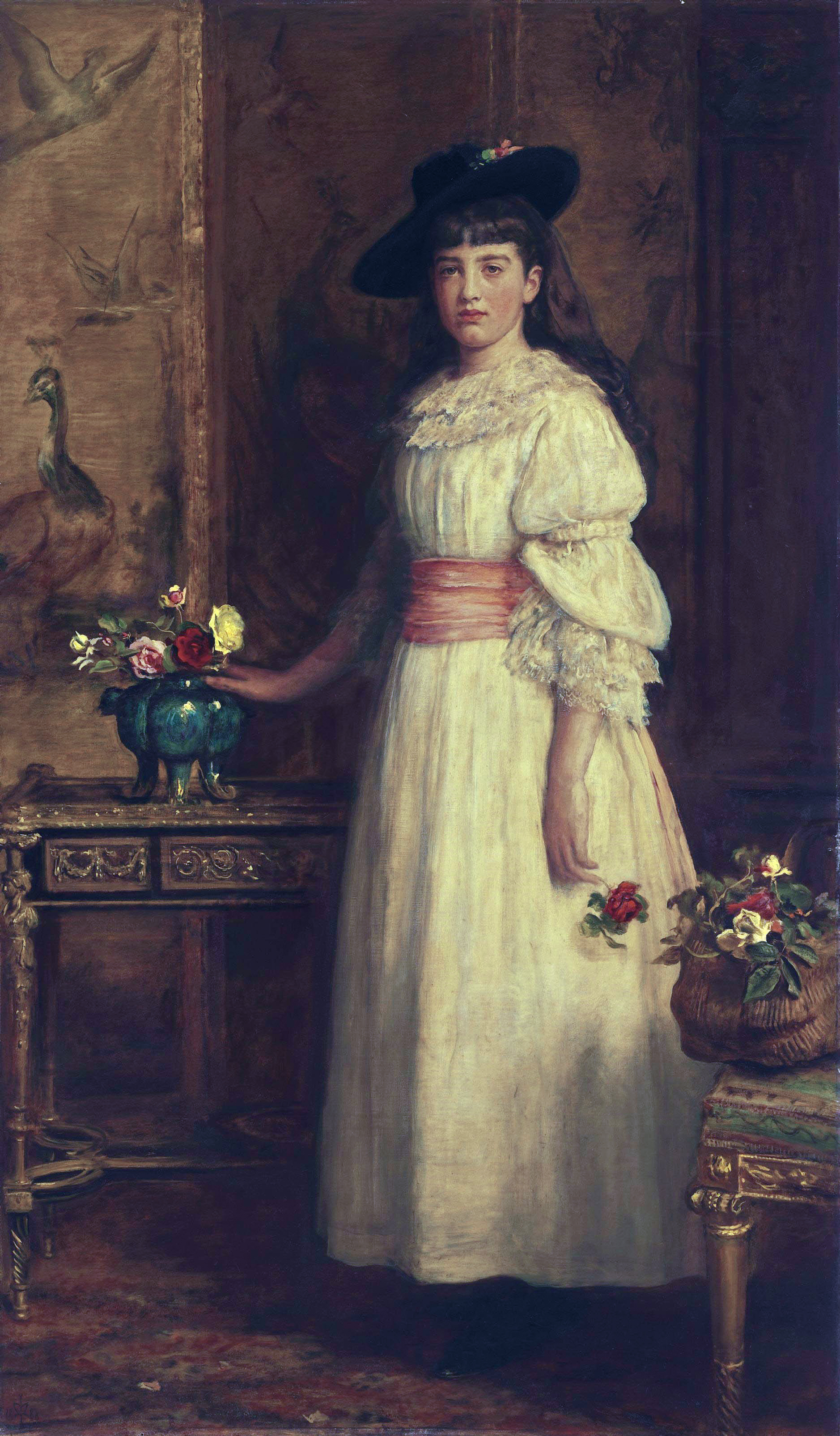
Gertrude Vanderbilt Whitney mit 13 Jahren (Gemälde von John Everett Millais, 1888)

Auf einer Europareise Anfang 1900 entdeckte Gertrude Whitney die Kunstwelt von Montmartre und Montparnasse in Paris. Was sie dort sah, ermutigte sie, ihrer eigenen Kreativität nachzugeben und Bildhauerin zu werden.
Sie studierte Bildhauerei zunächst an der Art Students League in New York, dann bei Auguste Rodin in Paris. Schließlich unterhielt sie je ein Atelier in Greenwich Village, New York und in Passy, einem vornehmen Vorort von Paris. Ihre Arbeiten fanden bei der Kritik in Europa und den Vereinigten Staaten großen Anklang.
Ihr Reichtum erlaubte es ihr, als Kunstmäzenin aufzutreten, so unterstützte sie beispielsweise den mit ihr befreundeten Bildhauer Jo Davidson, aber sie widmete sich auch speziell der Förderung von Frauen in der Kunst. Sie war Hauptfinanzier der International Composer's Guild, die für die Aufführung moderner Musik gegründet worden war.
1914 richtete sie in 147 West Fourth Street, Manhattan, den Whitney Studio Club ein, um jungen Künstlern eine Ausstellungsmöglichkeit zu bieten. Daraus entwickelte sich ihr bleibendes Erbe, das Whitney Museum of American Art. Sie gründete es 1931, nachdem das Metropolitan Museum of Art ihr Angebot abgelehnt hatte, ihre Sammlung moderner Kunst zu übernehmen. Das Whitney Museum widmete ihr 1943 eine Gedächtnisausstellung, in der 62 ihrer Skulpturen gezeigt wurden.

## Spätere Jahre

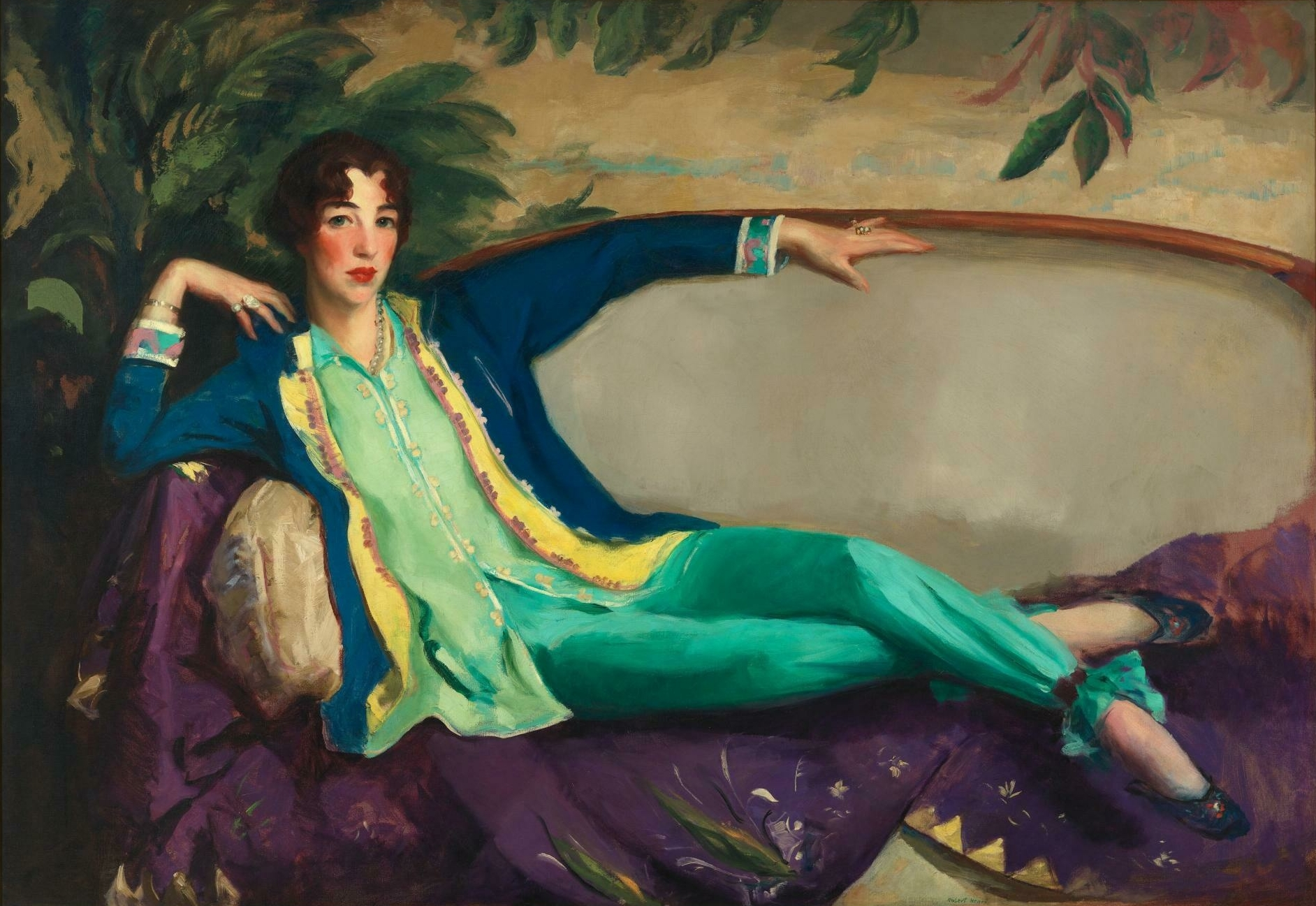
Gertrude Whitney gemalt von Robert Henri, 1916

Während des Ersten Weltkriegs widmete Gertrude Whitney verschiedenen Hilfsorganisationen viel Geld und Zeit. Unter anderem gründete und unterhielt sie ein Krankenhaus für verwundete Soldaten in Neuilly-sur-Seine. Nach Kriegsende schuf sie eine Reihe von Mahnmalen. 1934 stand sie im Zentrum einer vielbeachteten Gerichtsauseinandersetzung mit ihrer Schwägerin Gloria Morgan-Vanderbilt um das Sorgerecht an ihrer zehn Jahre alten Nichte Gloria Vanderbilt. Gertrude Whitney wurde 1940 zum assoziierten Mitglied (ANA) der National Academy of Design gewählt. Sie starb 1942 im Alter von 67 Jahren und wurde neben ihrem Ehemann auf dem Woodlawn-Friedhof im New Yorker Stadtteil Bronx begraben.
1999 veröffentlichte ihre Enkelin Flora Miller Biddle einen Erinnerungsband unter dem Titel The Whitney Women and the Museum They Made. In dem Fernsehfilm Little Gloria … Happy At Last wurde sie von der Schauspielerin Angela Lansbury verkörpert, die dafür einen Emmy erhielt.
In ihren verschiedenen Lebensphasen lautete ihr Name
- 1875–1896: Miss Gertrude Vanderbilt[3]
- 1896–1930: Mrs. Harry Payne Whitney[4]
- 1930–1942: Mrs. Gertrude Whitney

## Öffentliche Skulpturen von Gertrude Whitney

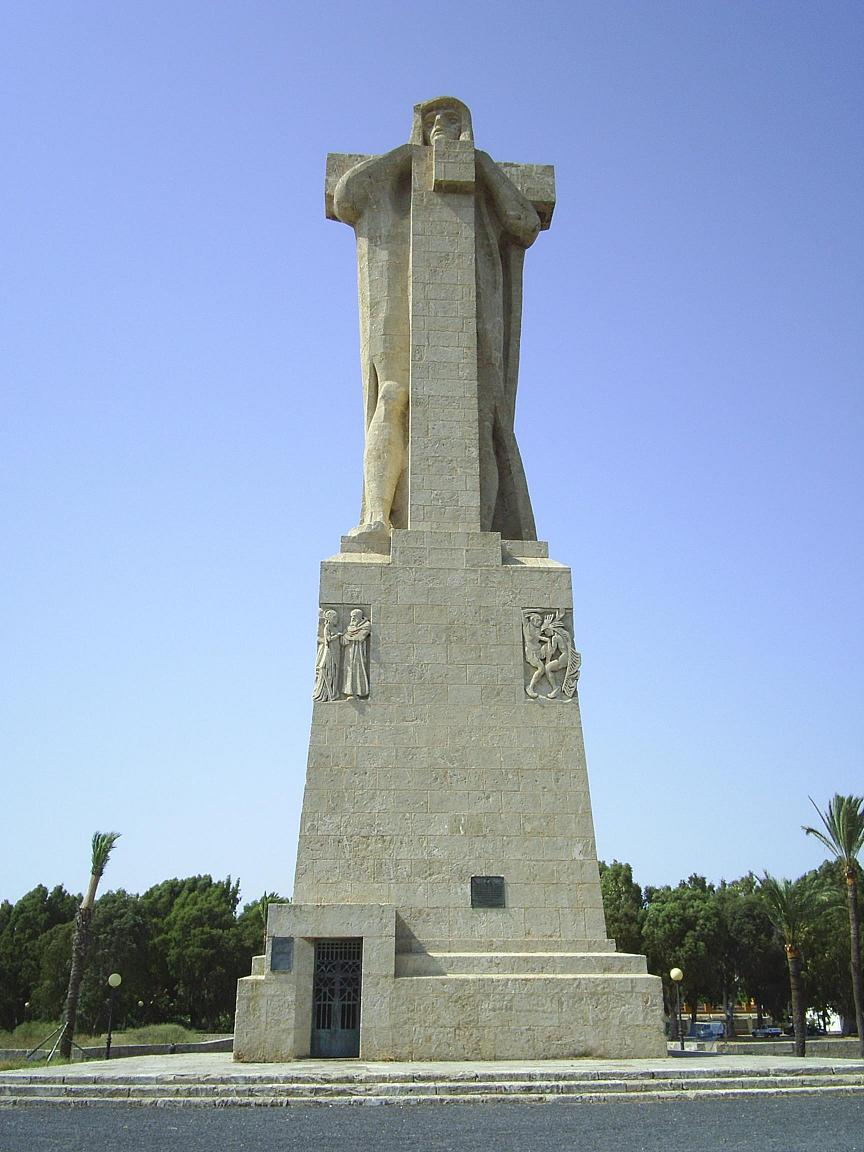
Statue zum Gedenken an Kolumbus in Huelva

Gertrude Whitney gestaltete die Statue in Huelva, die an Christoph Kolumbus erinnert und dem spanischen Volk von den Vereinigten Staaten geschenkt wurde. In den USA stammen von ihr:
- Fountain of El Dorado – ursprünglich in San Francisco, Kalifornien, heute in Lima, Peru;
- Aztec Fountain – Washington, D. C.;
- Women's Titanic Memorial – Washington, D. C., im Gedenken an den Untergang der Titanic;
- William F. Cody Memorial – Cody, Wyoming, am Eingang zum Yellowstone National Park;
- Victory Arch – Madison Square, New York;
- Three Graces auf dem unteren Campus der McGill-Universität in Montreal, Kanada.

Eine Marmorkopie des Kopfs des Titanic-Denkmals wurde von der französischen Regierung für das Musée du Luxembourg angekauft.